# Zonorhynchus pipettiferus
Zonorhynchus pipettiferus är en plattmaskart som beskrevs av Armonies och Hellwig 1987. Zonorhynchus pipettiferus ingår i släktet Zonorhynchus och familjen Cicerinidae. Inga underarter finns listade i Catalogue of Life.